# Alchemilla stricta
Alchemilla stricta е вид растение от семейство Розови (Rosaceae). Видът е незастрашен от изчезване.

## Разпространение
Разпространен е в Турция.